# Movistar Open 2003
Il Movistar Open 2003 è stato un torneo di tennis giocato sulla terra rossa.
È stata la 10ª edizione del Movistar Open, che fa parte della categoria International Series nell'ambito dell'ATP Tour 2003.
Si è giocato al Centro de Tenis Las Salinas di Viña del Mar in Cile, dal 10 al 17 febbraio 2003.

## Campioni

### Singolare
David Sánchez ha battuto in finale  Marcelo Ríos con il punteggio di 1–6, 6–3, 6–3

### Doppio
Agustín Calleri /  Mariano Hood hanno battuto in finale  František Čermák /  Leoš Friedl con il punteggio di 6–3, 1–6, 6–4